# Tiquira
La tiquira est une boisson alcoolisée indigène issue d'un tubercule appelé manioc.

## Publications
Une publication d'ORSTOM Editions, consultable sur le site de l'IRD évoque le procédé de fabrication artisanal du tiquira :
Transformation alimentaire du manioc - T. Agbor Egbe, A. Brauman, D. Griffon, S. Trèche (éd) - 1995, éditions ORSTOM
Le chapitre 2 de cet ouvrage traite plus précisément de :
– l'"Importance des bactéries lactiques dans les fermentations du manioc" - M. Raimbiault ;
– "La tiquira : une boisson fermentée à base de manioc" - G. Chuzel, M.P. Cereda